# Die Hard Trilogy
Die Hard Trilogy – komputerowa gra zręcznościowa stworzona przez Probe Entertainment w 1996 roku, oparta na filmach z serii Szklana pułapka. Gra składa się z trzech części, z których każda reprezentuje inny gatunek – strzelankę trzecioosobową, grę wyścigową oraz strzelankę typu rail shooter.

## Fabuła
Die Hard Trilogy luźno opiera się na trzech pierwszych filmach z serii Szklana pułapka: Szklana pułapka, Szklana pułapka 2 i Szklana pułapka 3. Jej bohaterem jest znany z filmów John McClane.

## Rozgrywka
Gra składa się z kilku różnych epizodów, które można uruchamiać niezależnie od siebie. Die Hard to strzelanka w widoku z perspektywy trzeciej osoby (kamera zamieszczona jest nieco ponad plecami bohatera), której akcja jest umiejscowiona w wieżowcu; kierowany przez gracza John McClane chodzi po kolejnych piętrach budynku, likwiduje terrorystów za pomocą pistoletu i ograniczonej liczby granatów, a także uwalnia zakładników – uwolnienie wszystkich umożliwia przejście na kolejne piętro.
Druga część trylogii, Die Hard 2 oparta na drugim filmie serii, to „celowniczek” z akcją osadzoną na lotnisku – ekran cały czas przesuwa się automatycznie do wybranych miejsc, a gracz obserwuje akcję gry z oczu Johna i za pomocą broni palnej likwiduje kolejnych wrogów, przy czym musi jednocześnie uważać na cywili. Możliwe jest zdobycie lepszej broni ułatwiającej rozgrywkę, a sam typ rozgrywki jest zbliżony do serii Virtua Cop.
W ostatniej części opartej na Die Hard: With a Vengeance gracz jeździ różnymi samochodami w poszukiwaniu bomb. Musi się spieszyć – zegarek odmierza czas do wybuchu kolejnych materiałów wybuchowych. W tej części można „przypadkowo” rozjeżdżać przechodniów, którzy znajdą się na trasie pojazdu.